# Кузнецов, Иван Алексеевич (Герой Советского Союза)
Иван Алексеевич Кузнецов (1922—1944) — младший лейтенант Рабоче-крестьянской Красной Армии, участник Великой Отечественной войны, Герой Советского Союза (1944).

## Биография
Иван Кузнецов родился в 1922 году в селе Верхняя Кардаиловка (ныне — Кваркенский район Оренбургской области). Окончил семь классов школы. В 1941 году Кузнецов был призван на службу в Рабоче-крестьянскую Красную Армию. С начала Великой Отечественной войны — на её фронтах. В 1943 году Кузнецов окончил курсы младших лейтенантов.
К апрелю 1944 года младший лейтенант Иван Кузнецов командовал взводом 429-го стрелкового полка 52-й стрелковой дивизии 57-й армии 3-го Украинского фронта. Отличился во время освобождения Молдавской ССР. В ночь с 12 на 13 апреля 1944 года взвод Кузнецова переправился через Днестр в районе села Бычок Григориопольского района и принял активное участие в боях за захват и удержание плацдарма на его берегу. В тех боях Кузнецов уничтожил 2 вражеские огневые точки, но и сам получил тяжёлые ранения, от которых умер на следующий день.
Указом Президиума Верховного Совета СССР от 13 сентября 1944 года младший лейтенант Иван Кузнецов посмертно был удостоен высокого звания Героя Советского Союза. Также посмертно был награждён орденом Ленина.